# Hanglemezek karbantartása

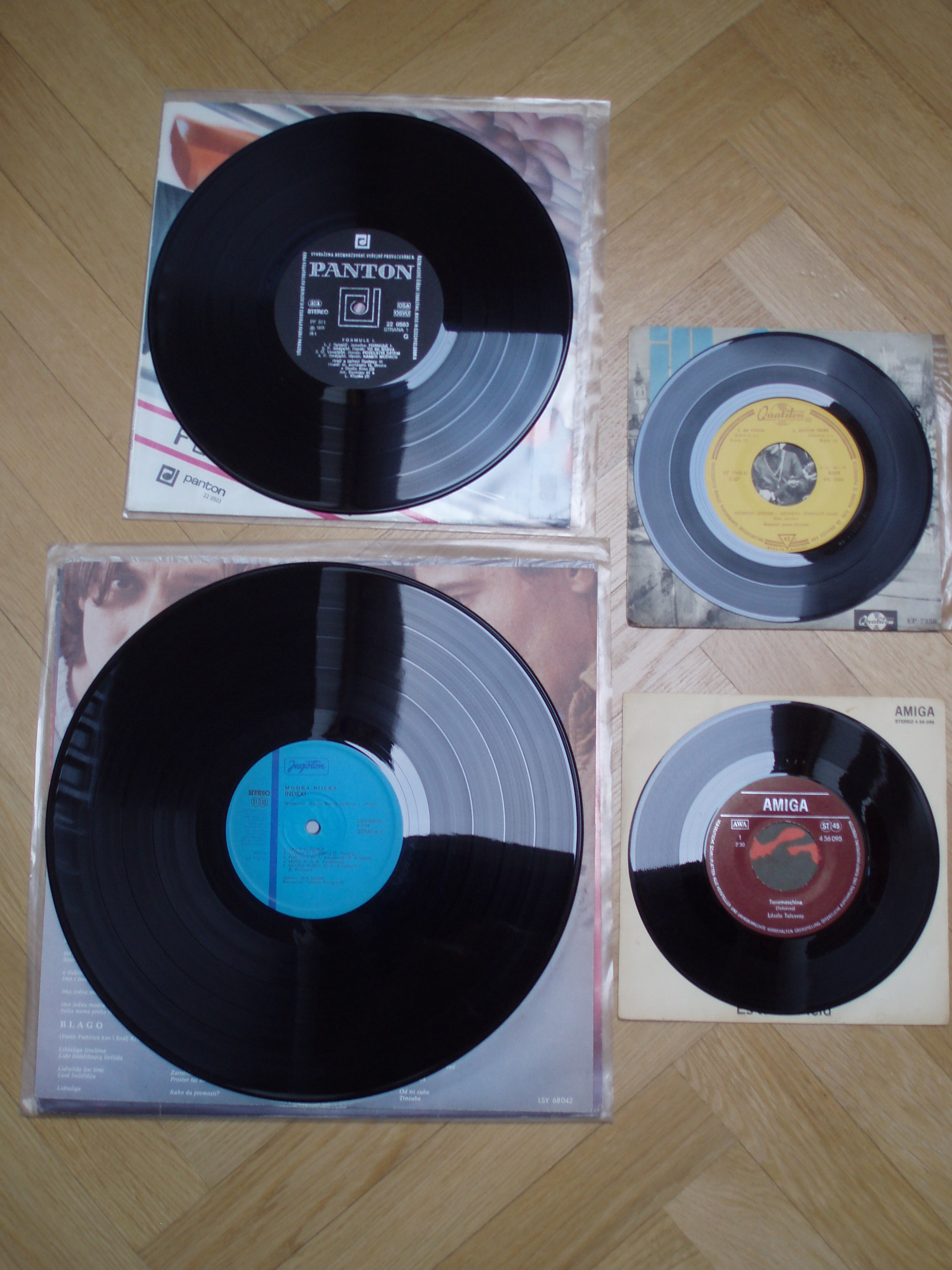
Különféle mikrobarázdás hanglemezek: MP (bal felső), LP (bal alsó), EP (jobb felső), SP (jobb alsó)

Manapság ismét egyre többen foglalkoznak hobbi szinten régi, analóg hanglemezek – helytelen szóhasználattal bakelitnek nevezett, valójában vinil-lemezek (vinyl) – gyűjtésével, ezek gyártása is újabban emelkedő tendenciát mutat a CD korszakkal kezdődött hanyatlás után. De nem biztos, hogy sokan értenek igazán a lemezek megóvásához, felújításához, karbantartásához. Ehhez nyújt segítséget ez a nagyon aprólékos útmutató, melynek végén a digitális lemezek megóvásáról is szót ejtünk.

## A 78-as fordulatú sellaklemezek használata és megóvása

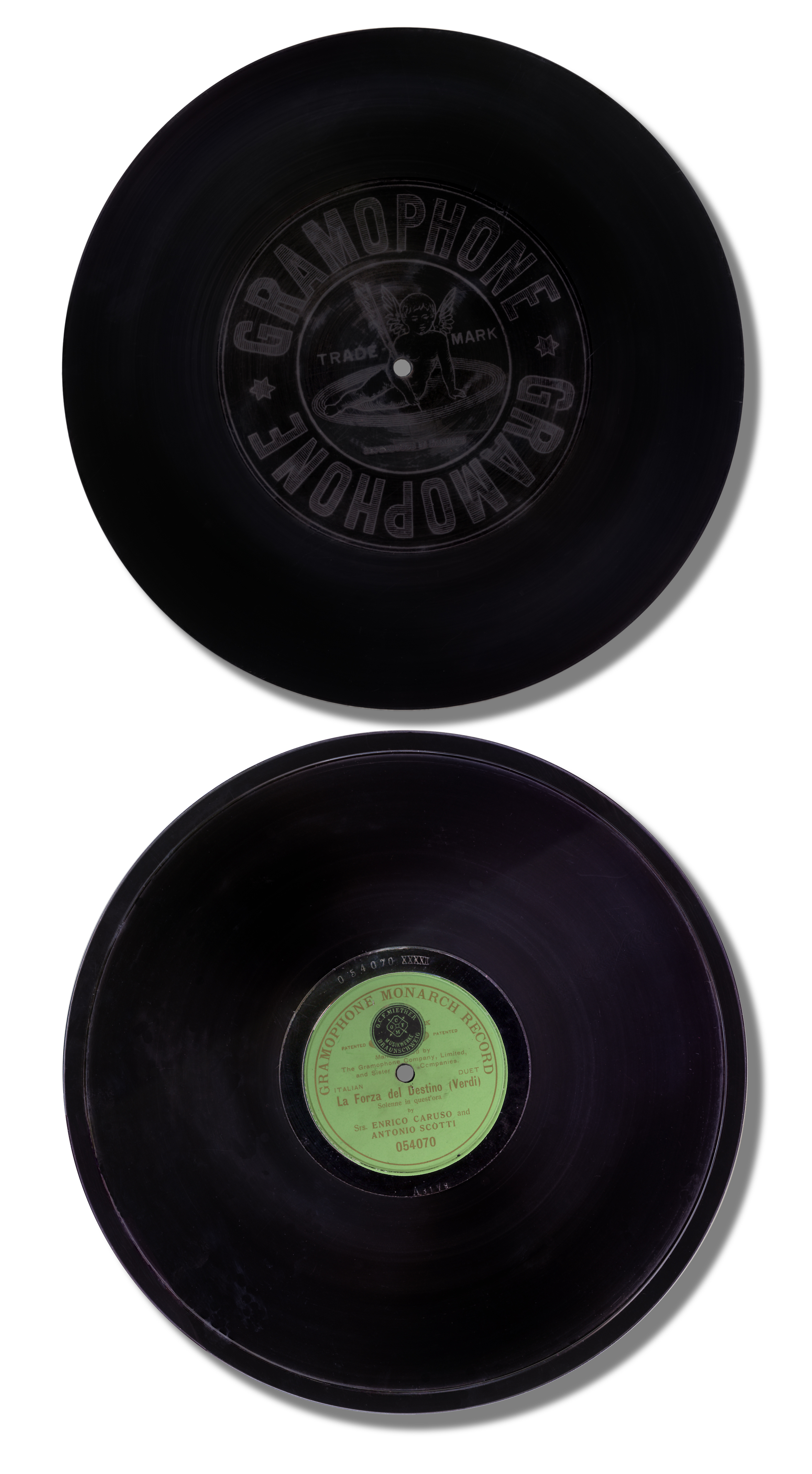
78-as fordulatú, sellakból készült hanglemez 1909-ből

A lenti útmutató elsősorban az 1930-as években feltalált, az 1940-es évek legvégén megjelent, majd az 1950-es évek során fokozatosan egyeduralkodóvá vált mikrobarázdás hanglemez használatával és megóvásával foglalkozik. A sellakból készült, 78-as percenkénti fordulatszámú, népszerű nevén „gramofonlemez” vagy „normállemez” a mikrolemeztől teljesen eltérő módszereket igényel, ezért először ennek a jórészt elfelejtett hanghordózónak a használatát és megóvásának a módszerét ismertetjük.
A 19. század végén forgalomba került és az 1950-es évek elejéig kizárólagosan használt gramofonlemez eleinte teljesen mechanikus működtetésű, acéltűvel szerelt tölcséres gramofonnal volt lejátszható. Mivel elektromos hangerősítő nélkül működött, a lemez barázdájának kellett olyan mértékben megmozgatni a tűt, hogy a hozzá csatlakoztatott membránon keletkezett és a tölcséren átvezetett hang kellő erősségű legyen. A tű kellő mértékű megmozgatása céljából a normállemez a mikrolemeznél lényegesen szélesebb barázdát használ, jóval nagyobb a fordulatszám, rövid a lejátszási idő. A hangminőség a középhullámú rádióadás szintjén mozog és természetesen mono. A fentiek alapján a normállemezek lejátszásához 78-as fordulatszámra képes lemezjátszó szükséges, ezt sok hatvanas években készült gépen megtaláljuk. Ezen felül a lényegesen szélesebb és mélyebb barázda letapogatásához speciális, nagy méretű tűre, magas tűnyomásra van szükség. A korszerű hangszedők és tűk is képesek ezeket a lemezeket lejátszani, de fokozott kopás és az optimálisan elérhetőnél gyengébb hangminőség árán.
A merev és rendkívül törékeny sellakból készült normállemezeket különös gonddal kell használni és tárolni. Mivel a lemez két oldalát képező sellak között sok esetben papíréteg van, mosni nem szabad, mivel akár egy kis repedésen keresztül a papír nedvességet kaphat és duzzadni kezd. A sellak érzékeny különféle hígítószerekre, semmiképpen se kezeljük hígító vagy oldószerekkel, egyszerű alkohollal sem! Szükség esetén desztillált vízzel enyhén benedvesített, nem szálazó és nedvszívó textillel óvatosan a port letörölhetjük. A normállemez élettartama ritkán több néhány tucat lejátszásnál. Amennyiben régi lemezeinket rendszeresen meg kívánjuk hallgatni, mindenképpen másoljuk át valamely korszerű adathordozóra, az eredeti lemezeket – mint kortörténeti emlékeket – helyezzük biztonságba. Ha nem áll rendelkezésre 78-as fordulatszámú lemezjátszó, egyes zenerestauráló programok segítségével a 33-as fordulatszámon számítógépre másolt zeneanyagokat felgyorsíthatjuk az eredeti, 78-as fordulatnak megfelelő tempóra, azon felül lehetőség nyílik a recsegés csökkentésére és a hangminőség digitális feljavítására.
Ha mozgómágneses vagy mozgótekercses hangszedőt kívánunk használni a lejátszáshoz, a tűnyomást állítsuk a mikrolemezhez előírtnál magasabbra. Régebbi típusú, úgynevezett „kristály” hangszedő használata esetén a hangszedőhöz előírt tűnyomás többnyire elegendő.

## A hanglemezek tárolása

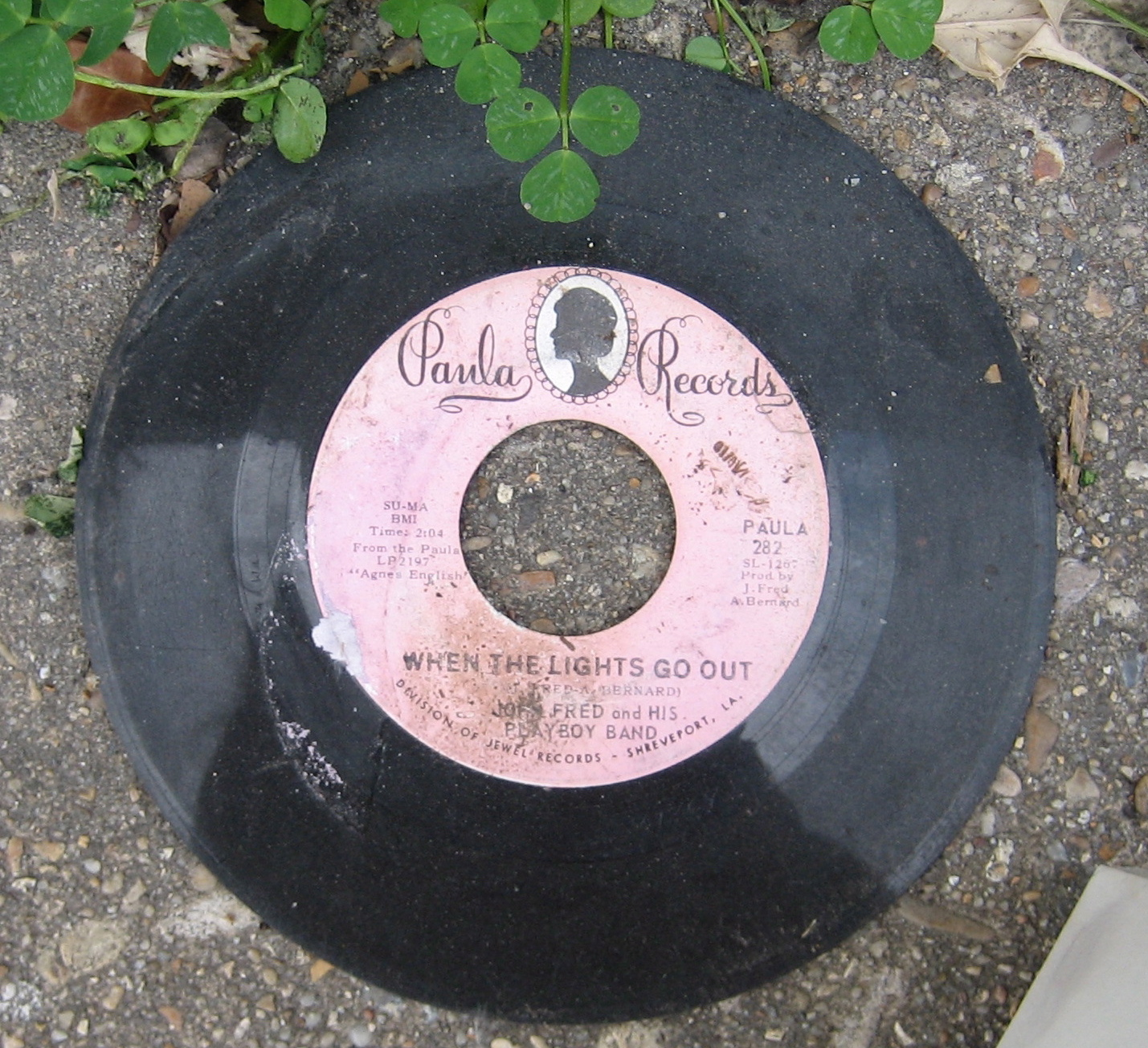
Gondatlan kezelés - menthetetlen lemez

Egyforma méretű hanglemezből 10–20 darab egymásra rakva is tárolható, de szerencsésebb az álló helyzetű tárolás mivel helytakarékosabb, a lemezek könnyebben elérhetők ebben a formában. Álló tárolásnál különösen kell ügyelni, hogy a hanglemezek jelentősen ne dőljenek egymásra. A legcélszerűbb tárolási megoldás az egymástól elválasztott fülkék alkalmazása. Az egyes fülkék 15–20 cm-nél lehetőleg ne legyenek szélesebbek, mert az egymásra dőlő, ferde helyzetű a hanglemezek deformálódhatnak. Csak annyi lemezt tegyünk egy fakkba, hogy az lazán tele legyen, a lemezek függőlegesen álljanak, könnyen kivehetők legyenek. Amennyiben ennél szélesebb sorban kell hanglemezt tárolni, különösen kell ügyelni, hogy a hanglemezek kitöltsék a rendelkezésre álló helyet, egymáshoz támaszkodva függőlegesen álljanak. Túl szoros tárolás esetén a lemez formája belenyomódhat a borítóba, ez esztétikailag nem kedvező és a lemez értékét is csökkenti.
Melegtől (napfény, fűtés, lámpa, felmelegedett készülék) óvni kell a lemezeket. A legmagasabb megengedett környezeti hőmérséklet 35 °C. Magát a lemezjátszót se tartsuk közvetlen erős napfénynek kitett helyen, mert a lemez már egy lejátszás alatt is annyira felhevülhet, hogy meggörbül, elvetemedik. Az egyszer már meggörbült lemezt házilagos eszközökkel lehetetlen kisimítani.
A hanglemezt mindig a gyári tokjában tároljuk. Csak közvetlenül a lejátszás előtt vegyük elő, utána rögtön tegyük vissza a borítóba. Ne feledkezzünk el a papír vagy (antisztatikus) polietilén belső borító használatáról sem. A hanglemez közvetlenül másfajta műanyaggal hosszú ideig ne érintkezzen, mert a párolgó lágyítószer azt pár év alatt a használhatatlanságig tönkreteheti. A belső és külső borító nyílása ne essen egy irányba, hogy a por ne jusson be a tokba. A borító megvédésére használhatunk erre a célra gyártott, vastagabb anyagból készült műanyag borítót.
Sohase hagyjuk a lemezt sem tok nélkül, sem a lemezjátszó korongján hosszabb ideig, mert gyorsan és erőteljesen beporosodik és könnyen megsérülhet. Lejátszás előtt a lemezjátszó gumikorongját is portalanítsuk. Vegyszerrel, folyadékkal, festékkel, lakkal, ragasztóanyaggal, szokványos háztartási tisztítószerekkel, hígítókkal, sprayekkel a lemeznek nem szabad érintkeznie, a lemeztisztításra alkalmas, lejjebb felsorolt anyagok kivételével. Régi, sellak hanglemezeket a törésveszély miatt különösen gondosan tároljunk és minden folyadéktól óvjunk!

## Tisztántartás
A hanglemez fő ellensége a por és karcolás. A mikrolemezek hosszú lejátszási idejét és dinamikáját, a jó frekvenciahűséget csak a barázdaméretek lényeges csökkentése révén lehetett elérni. A legkisebb kilengések mérete magas hangoknál például 10–100 nm (1 nm = 1 milliomod milliméter). A levegőben lebegő porszem ennél sokkal nagyobb. Ha egy ilyen porszem behatolt a barázdába, számottevő hangerejű reccsenést okoz. Ugyanilyen hangjelenséget kelt egy karcolás is, még ha szabad szemmel alig látható is.
A hanglemezt amennyiben szükséges, a lejátszás előtt gondosan portalanítani kell, mert a lejátszás során a tű a port a barázda mélyére dörzsöli, ezért az egyszer porosan lejátszott lemez legtöbbször már zajos marad. A portalanításhoz lehetőleg kimondottan hanglemeztisztításhoz gyártott szénszálas kefét, vagy impregnált tisztítókendőt használjunk, ennek hiányában bármilyen puha, lehetőleg pamutból készült textil megfelel, például régi póló. Bársonyból készült kefe használata nem ajánlott. Lejátszás előtt és nem közben, a törlőkendőt összehajtva, élével kell a forgó lemezt óvatosan letörölni. Poros kendőt ne használjunk és a lemezt ne dörzsöljük, mert ezzel a port csak a barázda mélyére juttatjuk.
A törlőkendőt desztillált vízzel, vagy vízgőz fölé tartva enyhén benedvesíthetjük, de szokták ajánlani a 25% etil-alkohol és 75% desztillált víz keverékét is.
Ha a törlőkendőt ki kell mosni, a végén desztillált vízben öblítsük ki.
Sohasem szabad a lemezre fújni! A fújás során esetleg a lemezre kerülő nyálcseppecskék szinte eltávolíthatatlanok és erős recsegést okoznak. A lemezre ujjlenyomat ne kerüljön, ezért a lemezt mindig a szélén fogjuk meg, esetleg mutatóujjal megtámaszthatjuk a központi lyuknál. Ha mégis keletkezett ujjlenyomat, azt lehetőleg azonnal, egy páranedves törlőruhával, és a lemezre való ráleheléssel kell eltávolítani. Régi, sellak hanglemezt alkohollal tisztítani nem szabad! A különféle, hanglemeztisztításhoz gyártott folyadékokat minden esetben egy értéktelen lemezen próbáljuk ki, mivel sok, a lemezt tönkretevő folyadék is forgalomba került régebben. Az egyetlen folyadék, amely bizonyosan nem károsítja a mikrolemezt a desztillált víz, esetleg gyógyszertári minőségű alkohollal 3:1 arányban keverve.
Ne feledkezzünk meg a lemezjátszó tisztaságáról sem. A lehajtott plexifedél alatt is gyorsan és erőteljesen beporosodik a gumitányér, ahonnan a sztatikus töltődés miatt a por gyorsan átvándorol a lemezünkre, a lemezről a tokba, így egy körkörös folyamat indul be. Fentiek miatt a lejátszás előtt lemezjátszónk gumitányérját is portalanítsuk! Hosszabb állásidő alatt célszerű az egész lemezjátszó letakarása portól védő anyaggal, pl. törülközővel.

### A hanglemez mosása
A kefés, vagy kendős száraz letörlés csak enyhén poros lemezek esetén járható út. Erősen elszennyeződött, nedvesen lejátszott, erősen és mélyen beporosodott, főleg különféle folyadékokkal (pl. sör, kávé, kakaó, stb.) véletlenül leöntött lemezeknél az egyetlen lehetőség a mielőbbi lemosás. Különösen veszélyes az étolaj, mely beszáradása után gyakorlatilag eltávolíthatatlan. Olajfestékkel, lakkal való leöntés esetén a tisztítás reménytelen.
Magához a mosáshoz használhatunk enyhén langyos csapvizet is, de utána többszöri és alapos desztillált vizes öblítés szükséges, különben a visszamaradó vízkőréteg erős sercegést fog okozni. Ha lehet, inkább a mosáshoz is desztillált vizet használjunk. Autóhűtőkhöz használt ioncserélt víz nem megfelelő, inkább valódi gyógyszertári desztillált vizet szerezzünk be. Tökéletes eredményhez a kétszeresen desztillált víz a legjobb, ám ennek beszerzése körülményes. A mosást egy megfelelő méretű lábasban, vagy műanyag lavórban végezhetjük. Kislemezt kézben tartva tisztíthatunk, nagylemezt az edény peremén megtámasztott, vízszintesen fekvő rúdra felfűzve, a vízimalom kerekéhez hasonlóan forgathatjuk, a vizet olyan magasra állítsuk be, hogy a címke ne ázhasson el. A barázdák tisztítását lágy ecsettel (pl. jó minőségű, természetes anyagból készült borotválkozóecset), vagy vattapamaccsal végezhetjük.
Nagyfokú, vagy olajos szennyeződés esetén a víz nem elegendő, folyékony mosogatószer használatával próbálkozzunk. Egyszer már csapvízzel lemosott, a vízkőtől recsegő lemezünket néhány százalékos ecettel, vagy foszforsav oldatával kísérelhetjük meg tisztítani. A sav néhány perc alatt feloldja a mikroszkopikus vastagságú vízkő réteget.
A mosás után a lemezt friss desztillált vízzel többször és alaposan le kell öblíteni, majd lecsorgatni. Mosószeres vagy ecetes tisztítás után az első öblítést csapvízzel is végezhetjük. Az utolsó öblítést tiszta desztillált vízzel ajánlott végezni, de ez az öblítővíz mosóvíznek még később használható.
A lemezt ezután jó minőségű, nem foszló papírtörlővel óvatos, körkörös mozdulatokkal át lehet törölni, így a száradás lényegesen gyorsabb lesz. A szárítást pormentes helyen végezzük, a lemez mindkét oldala szabadon maradjon, ehhez egy pohár is megfelelő, mint alátét. A lemezt száradás után szükség esetén még egyszer óvatosan áttörölhetjük. Mosás után lehetőleg új, szaküzletekben beszerezhető belső borítót használjunk.
A hanglemez mosása bonyolult és gyakorlatot igénylő folyamat, csak a legnagyobb gondosság mellett eredményes. Szükség esetén hanglemezek gépi tisztítására szakosodott cégek segítségét is igénybe lehet venni. Nagy gyűjtemények tisztítására egyszerű, olcsó, vagy drága, professzionális lemeztisztító készülékek egyaránt beszerezhetők.
Régi, sellak hanglemezt az esetleges papír belső réteg miatt nem szabad  mosni, a sellak oldódása miatt alkohollal, benzinnel, oldószerrel tilos tisztítani. A por desztilláltvízzel benedvesített papírtörlővel eltávolítható.

### Lemeztisztító gél
Flakonban árult sűrű, mézszerű folyadék, mely a lemezre rákenve lassan, zselészerűen megszilárdul, eközben a barázda mélyén lévő porszemcsék beleragadnak. Teljes száradás után a fóliaszerűvé vált réteg a beleragadt szennyeződéssel együtt óvatosan egyben lehúzható a lemezről. Az eljárás hátránya, hogy zsíros szennyeződések, valamint a nedves lejátszás során keletkezett odaszáradt réteg eltávolítására nem alkalmas. A gél anyaga ritkán ugyan, de egyes hanglemezek anyagát megmarhatja, s az így károsodott hanglemez többé megfelelő minőségben nem játszható. Célszerű a lemez közepén, ahol már nincs barázda, kis próbát végezni használat előtt. Ha a próba során felmaródást, mattulást észlelünk, akkor ne folytassuk a tisztítást ezen a módon.

### Nedves lejátszás
A kereskedelemben beszerezhetőek különféle eszközök, melyek a lemezt lejátszás közben folyamatosan tisztítják, és közben egy speciális folyadékkal a tű előtt a barázdát folyamatosan nedvesítik. A legismertebb efféle eszköz a régebben gyártott ún. Lenco-Clean készlet, de hasonló termékek ma is forgalomban vannak. A nedves lejátszás előnye hogy a készülék kis keféje az erősen elpiszkolódott lemezekről a felületi szennyeződéseket lejátszás közben eltávolítja, a barázda mélyén lerakódott por a nedvesség hatására fellazul, az erős lemezzaj és sercegés csökken, a tű élettartama jelentősen megnő. A nedves lejátszás hátránya, hogy a zene finom részletei a folyadék hatására tompulnak, és az egyszer így lejátszott hanglemez a következőkben mindig nedvesen játszandó, mivel szárazon játszva folyamatosan sercegni fog, valamint eszmei értéke is jelentősen csökken. A nedves lejátszás abban az esetben megfontolandó, ha a lemez kopása és sercegése olyan fokú, hogy egyébként már nem élvezhető.

## Sérült lemezek

### Repedt lemez lejátszása
Ritkán, de előfordulhat, hogy lemezünket valamilyen baleset éri, leejtés által bereped. Amennyiben a lemezről le is válik egy megrepedt rész, nincs mit tenni. Nagylemez esetén, a belsőbb barázdákon épen maradt zeneszámokat még ilyenkor is meg lehet menteni átmásolással. Ilyen, súlyosan sérült lemez lejátszásánál különösen oda kell figyelni, nehogy a tű beakadjon a hiányzó résznél, mert kiszakadhat a helyéről. A barázdákkal megegyezően futó repedések javítása szinte reménytelen, de amennyiben a lemez anyagában csak sugárirányú repedés keletkezett, megkísérelhetjük a javítást az alábbiak szerint: A lehető legalaposabban igazítsuk egymás mellé a repedés két szélét, fontos, hogy lépcső ne maradjon az illesztésnél. Ezután a lemez szélénél és sohasem a barázdánál minimális mennyiségű pillanatragasztóval fixáljuk le a repedést. A zeneanyagot tartalmazó barázdába véletlenül se jusson ragasztó! Amennyiben a ragasztás jól sikerült, érzékelhető lépcső nincs a repedés két oldalánál, nagyon óvatosan a lemezjátszóra helyezve megkísérelhetjük a lemez lejátszását. Ne feledjük, az ilyen módon javított lemez rendszeres használatra nem alkalmas, a tűt is erőteljesen koptatja, a lejátszás egyetlen célja már csak átmásolás lehet egy másik adathordozóra. Szerencsés esetben a lemez nem fog ugrani, de a repedés helyén mindenképpen erős pattogás fog jelentkezni, melyet különféle számítógépes restauráló programok segítségével lehet kiszűrni. Az eljárás nehézkes és kockázatos, főként a repedés kezdeténél a lemez ugorhat, rossz esetben a lemezjátszó tű megsérülhet, akár a helyéből is kiszakadhat. Csak pótolhatatlan ritkaságok esetén alkalmazzuk. Amennyiben a sérült lemez beszerezhető, inkább vegyünk egy másik példányt.

### Ugró lemez lejátszása
Bizonyos esetekben előfordul, hogy a lemezjátszó tű nem képes követni a spirális barázdát, egy ponton előreugrik a következő barázdába, egy fordulatnyi kiesést okozva, vagy visszaugrik az előző barázdába, így folyamatosan csak ugyanazt az egy barázdát játszva, ezt hívják elakadásnak. Az ugrás és elakadás hibajelenségét vagy egy kisebb, a barázdát kitöltő szennyeződés, vagy a barázda falának sérülése okozza. Mindenképpen először pontosan határoljuk be a hiba helyét a lemezen, egy erős nagyító megkönnyíti a keresést. Ha egy odatapadt kisebb szennyeződés látható, próbáljuk meg óvatosan eltávolítani. Sok esetben egy nem karcoló tárggyal, például fogvájóval egyben is eltávolítható a szennyeződés. Ha így nem sikerül, desztillált vízzel megnedvesített puha és nem szöszölő textillel próbáljuk meg letörölni. Dörzsölni csak a lehető legkisebb felületen és nagyon óvatosan szabad, de csak akkor, ha az előbbi módszerek nem váltak be. Az ugrást okozó másik probléma a barázda falának sérülése, ennek oka vagy egy mély karc, vagy a lemezre ráejtett tű. Házi eszközökkel nem javítható, de meg lehet próbálni a szokottnál magasabb vagy éppen alacsonyabb tűnyomást beállítani. Másik lehetőség, hogy a lemezjátszó kart az ugrás helyén próbáljuk meg a megfelelő irányba óvatosan eltéríteni. Kézzel ne nyúljunk a karhoz lejátszás közben, megfelel többek között akár egy ceruza is, amit felülről, nagyon lazán tartva óvatosan érintsünk elakadás esetén a kar külső, továbbugrás esetén a belső oldalához, majd a ceruza tetejét lazán tartva, az órainga mozgásához hasonlóan kissé mozdítsuk el az ellenkező irányba. Ha az ugrást okozó sérülés nem nagy fokú, ez a kis eltérítő erő elegendő lehet, hogy a tűt a barázdában tartsa. Sikeres lejátszás esetén is várható kattanás az ugrás helyén.

## A lemezjátszó

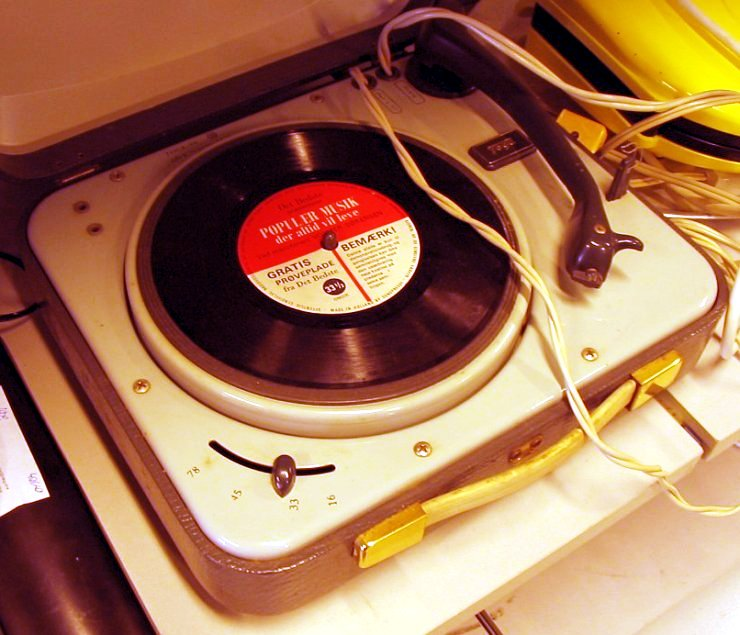
Elavult lemezjátszó az 1960-as évek elejéről

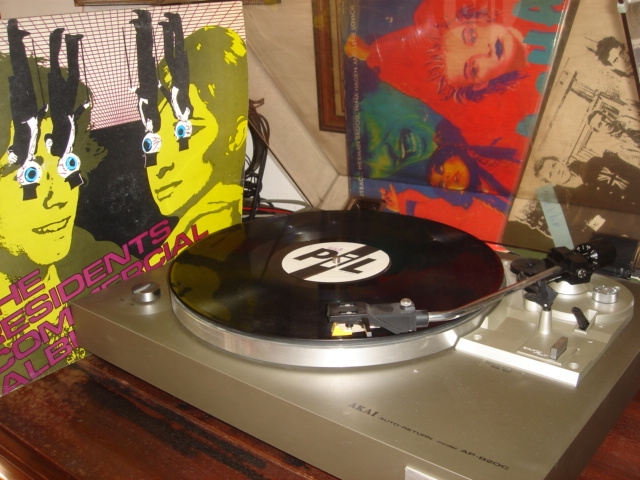
Elfogadható minőségű Akai lemezjátszó az 1980-as évek elejéről

A hanglemez megkímélésének és jó hangminőségű lejátszásának legelső és legfontosabb eleme maga a lemezjátszó. A kizárólag csak úgynevezett „kristály” hangszedőt fogadni képes, nagy tűnyomással dolgozó, régi, alapkategóriás lemezjátszók semmiképpen sem alkalmasak megfelelő hangminőségre és egyben a lemezt megkímélő használatra, a 78-as fordulatú normállemezek kivételével feltétlenül kerüljük használatukat. Ugyanez vonatkozik a napjainkban sok helyen kapható olcsó, kompakt, sokszor „retro” jelzővel kínált, többnyire márka nélküli készülékekre. A nagy tűnyomás és a lemezjátszó kar nem megfelelő kialakítása miatt ezek a gépek igen hamar tönkreteszik a rajtuk hallgatott hanglemezt.
A hanglemez megkímélése szempontjából a legfontosabb, hogy a lemezjátszó kar kialakítása korrekt legyen, csapágyazása horizontálisan és vertikálisan is könnyen járjon, pontosan lehessen beállítani a tűnyomást, legyen rajta oldalirányú eltérítés (anti–skating), és felszerelhetőek legyenek rá a korszerű mozgómágneses és mozgótekercses hangszedők. Nagyon fontos, hogy lemezjátszó megfeleljen a fentebb felsorolt minimális követelményeknek, ellenkező esetben ajánlott a lecserélése egy korszerűbb típusra. A lemezjátszó egyéb tulajdonságai (pl. felfüggesztés, meghajtás, motorvezérlés) erősen befolyásolhatják a hangminőséget, de a lemez kímélése szempontjából ezek nem számítanak. A hanglemezek, velük a lemezjátszók aranykora ugyan már elmúlt, a kereskedelmi választék elég csekély, de a fentieknek megfelelő tudású gépek kedvező áron beszerezhetők használtan is.
Figyelembe kell venni továbbá, hogy a régi, alapkategóriás rádiók és erősítők nem tudják fogadni a mozgómágneses, főleg a mozgótekercses hangszedők jelét, napjaink házimozi rendszereiből is sok esetben kihagyják a lemezjátszó előfokozatot, ez esetben megfelelő, külön is beszerezhető előerősítő szükséges.
A lejátszás közbeni sztatikus feltöltődés és ebből adódó porvonzás csökkentésére a lemezjátszó fém tányérján a gumialátétet speciális, kereskedelemben időnként beszerezhető, antisztatikus alátétre cserélhetjük. Régebben a tányér alumínium fóliával való bevonását alkalmazták erre a célra. Egyes komolyabb lemezjátszó típusok eleve antisztatikus védelemmel kerülnek forgalomba.

## A hangszedő és lejátszótű használata és karbantartása

### A hangszedők típusai

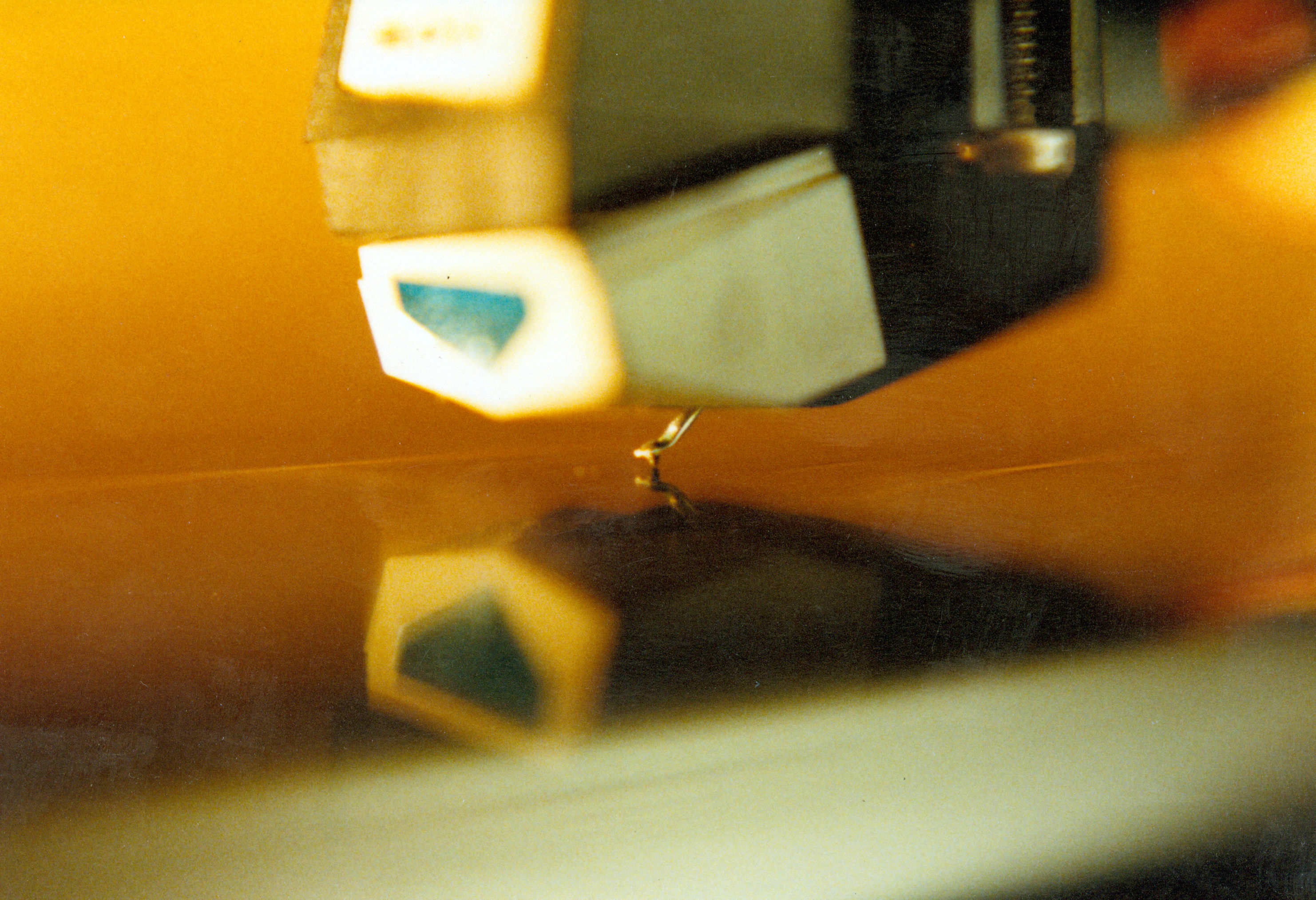
Mozgómágneses hangszedő gyémánttűvel 1990-ből

Régebbi, alapkategóriás, vagy olcsó kompakt lemezjátszók általában a piezoelektromosság elvén alapuló, zafírtűvel szerelt hangszedőket alkalmaznak. Az ilyen, úgynevezett „kristály” és „kerámia”, nagy tűnyomással dolgozó hangszedők gyenge hangminőséget nyújtanak, kiszélesítik a barázdát, gyorsan elkoptatják a hanglemezt, 78-as fordulatú, valamint már szétkoptatott régi lemezek kivételével használatuk nem javasolt. Amennyiben a hangszedő cseréje valamely kisebb tűnyomással dolgozó korszerűbb típusra nem lehetséges, ajánlott a lemezjátszó cseréje egy legalább minimális mértékben elfogadható típusra, melynek karjára bármely szabványos rögzítésű hangszedő felszerelhető. A korszerű hangszedők két fő fajtája a mozgómágneses és mozgótekercses, mindkettő alacsony tűnyomással dolgozik, használatukkal a hangminőség jelentősen javul, és a lemez élettartama is megnövekszik. Mindkét fajtából sokféle gyártmány szerezhető be, a legegyszerűbbtől a kivételesen drágáig. Amennyiben főként kopott, régi lemezeket kívánunk hallgatni, inkább valamelyest magasabb tűnyomással dolgozó mozgómágneses típust válasszunk, lehetőleg kúpos tűvel. Komoly, audiofil kategóriájú hangberendezéshez és jó állapotú lemezekhez drágább, de jobb hangú mozgótekercses hangszedő javasolható, elliptikus tűvel. A tűk anyaga ebben az esetben többnyire gyémánt.

### A lemezjátszó tűk kiválasztása

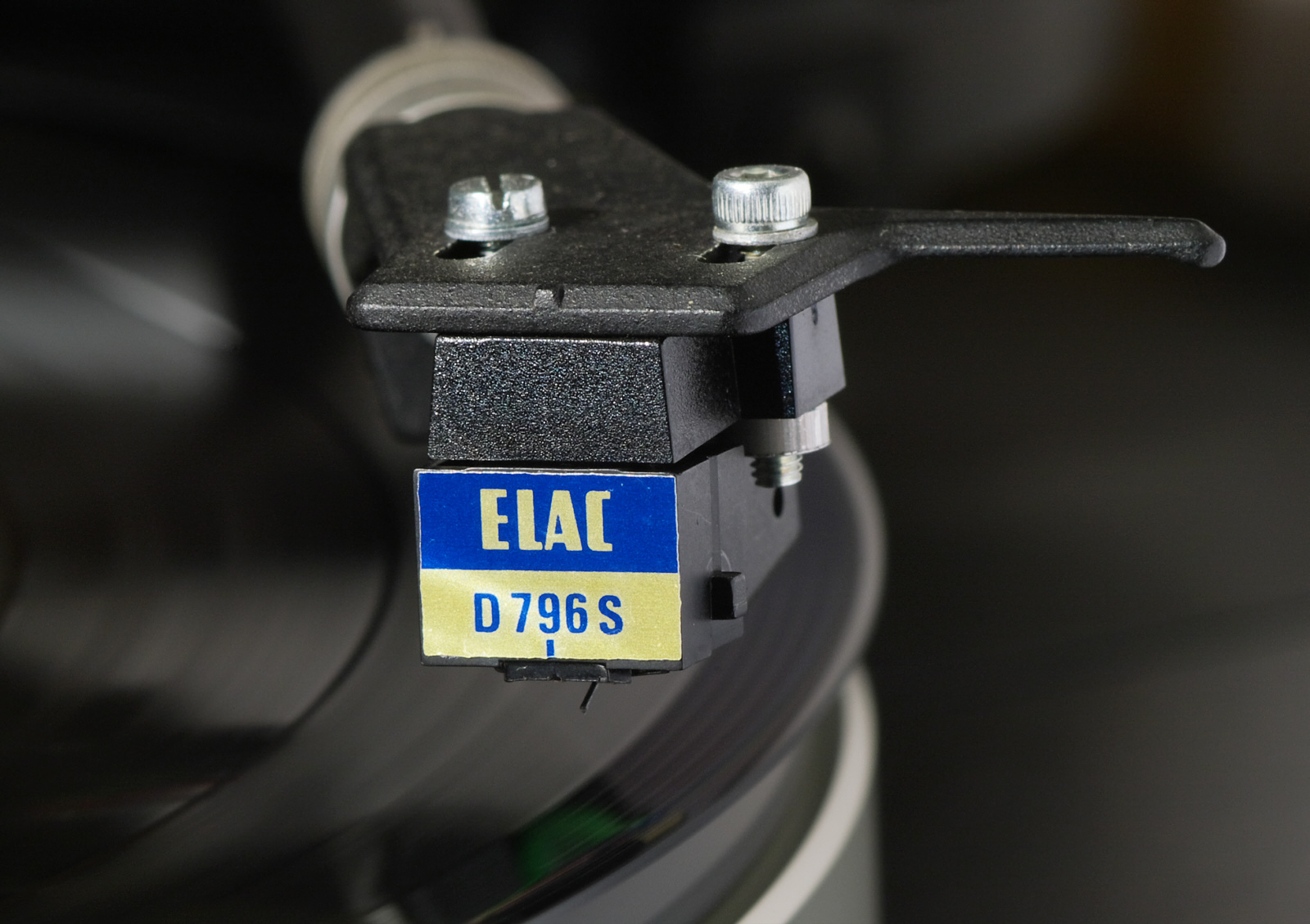
Szabványos rögzítésű korszerű hangszedő

Ügyelni kell a megfelelő tű használatára. Monolemezeket csak mikro- vagy sztereótűvel, sztereólemezeket csak sztereótűvel szabad lejátszani, abban az esetben is, ha a hallgatás mono üzemmódban történik. Sztereólemezeket mono tűvel lejátszani nem szabad.
A napjainkban kapható hangszedők túlnyomó többsége eleve sztereó kivitelű, így azok bármilyen mikrolemez lejátszására alkalmasok. A régi típusú, úgynevezett „normállemezek”, bár elvileg lejátszhatók mikrolemezekhez való hangszedőkkel, az optimális hangzáshoz speciális hangszedőt és tűt, valamint 78-as fordulatszámon is működő lemezjátszót igényelnek
A tűgeometriáról: komolyabb hangszedőkhöz sok esetben választható kúpos, elliptikus vagy speciális csiszolású tű. Amennyiben régebbi, kopottabb lemezeket kívánunk hallgatni, inkább kúpos csiszolású tűt válasszunk. Jó minőségű, új lemezekhez inkább elliptikusak valók.

### A lemezjátszó tűk használata és tisztítása

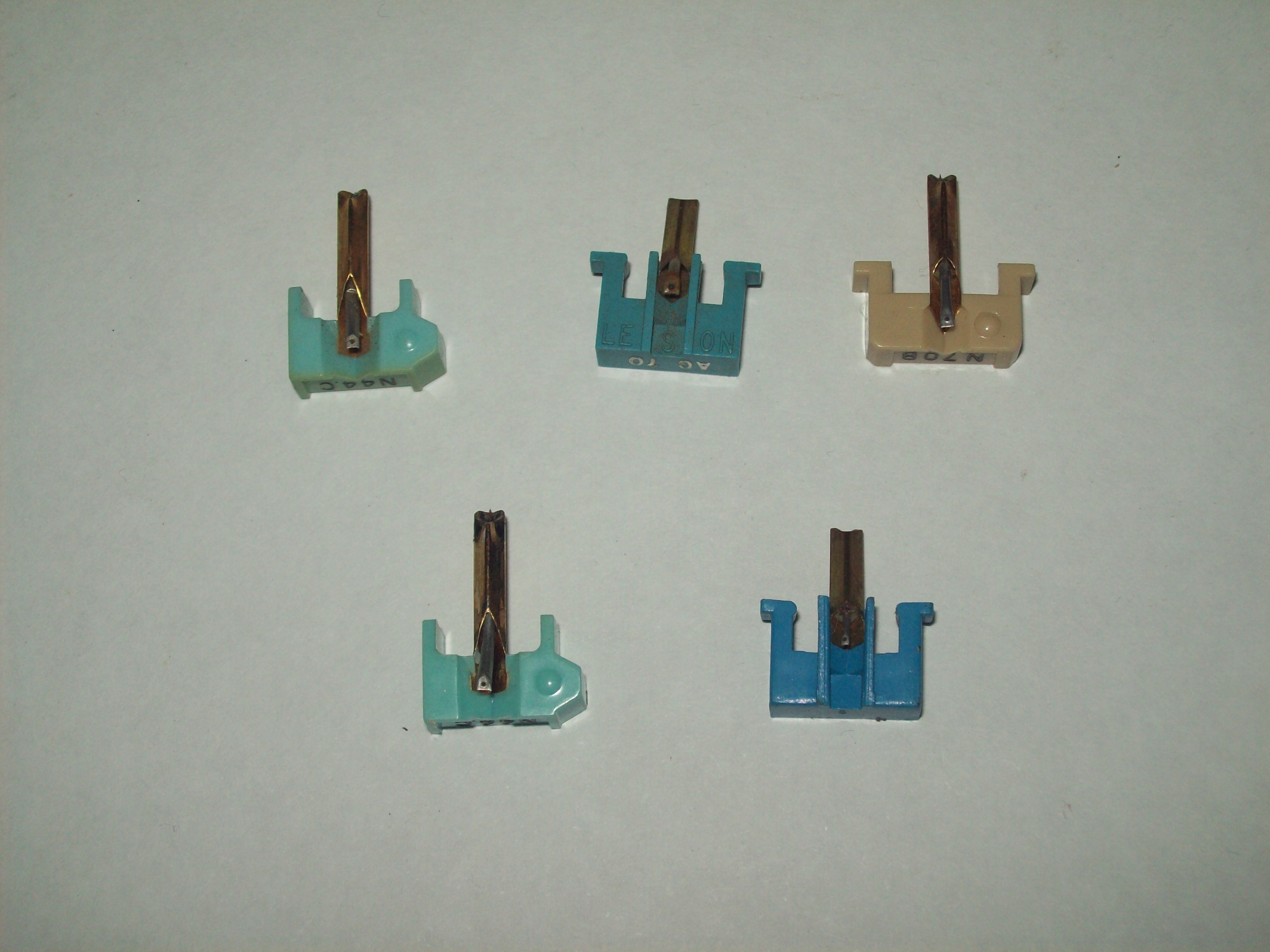
Különféle cseretűk

Használaton kívül célszerű a hangszedőtű többnyire lehajtható vagy rácsúsztatható védőtokját használni, akár egy portörlés alkalmával is beleakadhat a törlőbe a hangszedőtű, és végzetesen megsérülhet. Ugyanez vonatkozik a lemezkarra is, amelyet szintén célszerű használaton kívül lerögzíteni, sok kellemetlenség és anyagi veszteség takarítható meg ezáltal. A tű tövében olyan mennyiségű szennyeződés halmozódhat fel szinte láthatatlanul, hogy a tű már nem tud a barázda mélyére feküdni, ez sercegést és torzítást okozhat a hangban, ezért a hangszedő tűjét a használat függvényében időnként egy lágy ecsettel, etil-alkohol használatával gondosan meg kell tisztítani. Az alkohol ne folyjon a hangszedő belsejébe, mert károsíthatja, az ecsetet előre-hátra és ne keresztirányban óvatosan mozgatva tisztíthatjuk a hangszedőtűt. Erősen elszennyeződött tűk tisztítására szénszálas ecsetet és speciális folyadékot tartalmazó készletek beszerezhetők. Sohasem szabad a hangszedőt keményen ráhelyezni a lemezre, vagy ráejteni. Egy kis szilánk leválhat és a kicsorbult, élessé vált tű már egyetlen lejátszás alatt is tönkreteheti a lemezt. Célszerű a lemezjátszókon többnyire alkalmazott karliftet használni. Az elkopott tű gyengébb hangminőséget produkál és fokozottan koptatja a lemezt, ezért idejében cserélni kell, figyelembe véve az alábbi időket:

### A zafírtű élettartama
- normállemeznél 1000 lemezoldal,
- mikrolemeznél 150 üzemóra,
- sztereolemeznél 120 üzemóra.

A zafírtű használata erősen visszaszorult napjainkra. Inkább régi típusú hangszedőkhöz használandó tartaléktűként.

### A gyémánttű élettartama
- mikrolemeznél 1000 üzemóra,
- sztereólemeznél 800 üzemóra után.

Ezek az értékek közepesek és 6–7 pond tűnyomásra vonatkoznak. 3,5 p-nál kétszeres, 5 p-nál másfélszeres, 10–12 p-nál viszont csak fele tűélettartammal lehet számolni. Elpiszkolódott lemezek gyorsabban koptatják a tűt. Az úgynevezett mozgótekercses hangszedők tűjét általában nem lehet cserélni, az előírt élettartam letelte után az egész hangszedőt cserélni kell.

### A tűnyomás és az anti–skating

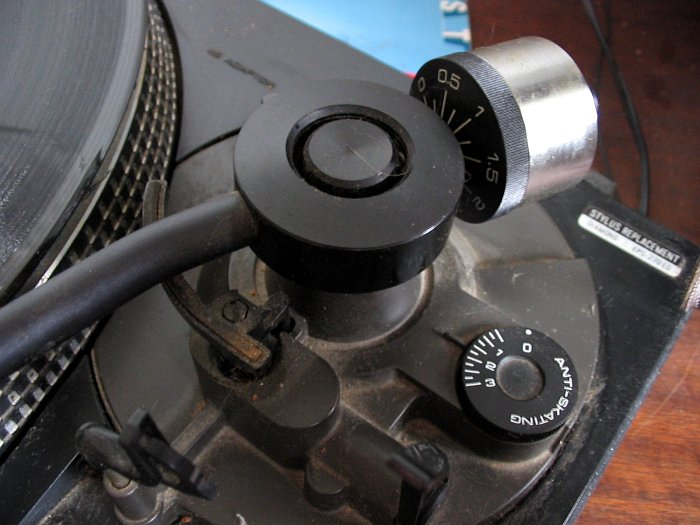
Lemezjátszó kar, pontos beállítási lehetőségekkel

A lemeztulajdonosok között népszerű tévhit, hogy a tűnyomást a lehető legalacsonyabbra célszerű állítani, ez azonban nem állja meg a helyét. A túl alacsonyra állított tűnyomás következtében a tű nem fekszik fel stabilan a barázdába, ide-oda verődik, ez torzítást, valamint a barázda széléhez verődő tű következtében fokozott kopást idéz elő. A túl magas tűnyomás viszont tompa hangot, fokozott lemez és tűkopást idéz elő, esetleg a lesüllyedt tűtartó is hozzáérhet a lemezhez, azt végigkarcolhatja. A túl magas tűnyomás a lemezjátszó fordulatszámát is lassíthatja. Az optimális tűnyomás az adott hangszedőhöz előírt minimum és maximum tűnyomás kétharmada körül van. A magas tűnyomásos kristályhangszedők minden esetben fokozottan koptatják a lemezt, használatuk új hanglemez esetén kerülendő.
Komolyabb lemezjátszókon lehetőség van az úgynevezett oldalirányú eltérítés (anti–skating) szabályozására is. A szabályozás lehet ellensúlyos, vagy mágneses. A beállítási érték a tűnyomástól, a tűfajtától (elliptikus vagy ovál), valamint a száraz, vagy nedves lejátszástól is függ. Rosszul beállítva fokozott lemezkopást idézhet elő. Mindig pontosan tartsuk be a lemezjátszó és a hangszedő használati utasításában foglaltakat.

### A hanglemez kopása
Egy audiofil kiadású, új állapotú hanglemez igényes berendezésen hallgatva hangminőségben felülmúlhatja a CD lemezeket. A technika jellegéből adódóan azonban egy idő után a legkörültekintőbb kezelés mellett is megjelennek az apró karcok, por rakódik a barázda mélyére, a mechanikus letapogatás a legkímélőbb mód mellett is koptatja a hanglemezt. Előbb-utóbb a hangminőség csökkenni fog, megjelenik a sercegés, kisebb torzítás. Gyűjteményünk legféltettebb darabjainak, beszerezhetetlen ritkaságok megóvásának a legjobb módja, ha a fent leírtak betartása mellett is lehetőleg ritkán hallgatjuk meg őket eredetiben.
Mindennapos használat során az eredeti példányok helyett inkább a róluk készült digitális (pld. CD-R, Minidisc, DAT, HDD) vagy analóg (magnókazetta, szalag) kópiát hallgassuk!

## A CD és DVD lemezek kezelése
1982-es kereskedelmi forgalomba kerülésekor a kompaktlemezt (CD-t) örökéletűnek és szinte elpusztíthatatlannak hirdették, ami távolról sem igaz. Ügyesen kialakított kódolási rendszere és a lejátszók jelentős hibajavítási képessége mellett is ugyanolyan gondos kezelést igényel, mint a hagyományos hanglemez.
A folyamatosan és hallhatóan romló minőségű analóg lemezekkel szemben a károsodó digitális lemezek egy ideig hiba nélkül játszhatóak, viszont egy ponton túl ugrásszerűen használhatatlanná válhatnak. A CD és DVD lemezek legfőbb ellensége a karcolódás, repedés, a napfény és az elöregedés. Ennek elkerülésére tartsuk lemezeinket lehetőleg az erre kifejlesztett plexi tokban, ennek előnye, hogy a lemez egyik felületével sem érintkezik a tok falával, a karcolódás ebben az esetben kizárt. A napfénytől való minél nagyobb védelem érdekében szerencsésebb a fekete betétű tokok használata. Amennyiben papír vagy az újabban népszerű műanyag fóliából készült tokban kívánjuk tárolni lemezeinket, vigyázzunk, nehogy a tokba a lemezt összekarcoló szennyeződés vagy tárgy kerülhessen.
A lemezt csak használat előtt vegyük ki a tokból, és miután kivettük a lejátszóból, azonnal tegyük vissza helyére. Az asztalon vagy autóban tok nélkül hempergő lemezek előbb-utóbb szinte bizonyosan károsodni fognak. A lejátszó tálcáján viszont maradhatnak lemezek hosszabb ideig is.
Óvjuk a lemezeket erős hőhatástól és közvetlen napfénytől, ez fokozottan vonatkozik az írható lemezfajtákra. Írható lemezt rövid időre se tegyünk ki közvetlen, erős napfény hatásának. Nyáron, nagyon erősen felmelegedett autóban se tároljunk lemezeket hosszabb ideig.
A CD lemezre sohase ragasszunk házilagosan készített címkét, mert egyrészt néhány év után a lemez szinte bizonyosan játszhatatlanná válik az öntapadós címke kémiai hatása miatt, másrészt a leszáradó és felkunkorodó címke elakadva a számítógépes olvasót is tönkreteheti. Az egyszer már felhullámosodott majd visszanyomott címke akár a tükröző réteget is letépheti. A házilagosan felragasztott címkét a lemez tönkretétele nélkül leszedni szinte lehetetlen. Csak speciálisan erre a célra kialakított tollal írjunk a lemez felső oldalára, lakkfilc használata a lemezt tönkreteheti. A hosszabb időre nedves környezetbe került lemezről a felső fényvisszaverő réteg leválhat, ezzel véglegesen használhatatlanná válik.

### Házilagos archiválás CD vagy DVD lemezre
Egy 2010-ben végzett vizsgálatsorozat szerint főleg a házilag írt lemezek élettartama jóval korlátozottabb mint eddig gondolták, rossz esetben akár egy év alatt is olvashatatlanná válhat egy írt lemez. Javasolt az íráshoz jó minőségű, lehetőleg kimondottan archiválás céljára gyártott kissé drágább lemezt használni, a lemezre az engedélyezett maximális írási sebességnek legfeljebb a negyedével írni, pótolhatatlan anyagokat egyidejűleg több, különféle módon archiválni, pl. HDD és CD és DVD kópia, a megírt lemezeket különösen gondosan, naptól elzárt, lehetőleg hűvös és száraz helységben tárolni, azokat rendszeresen, legalább évente egyszer lemezellenőrző programmal átvizsgálni és szükség esetén új hordozóra átmásolni. Pótolhatatlan lemez károsodása esetén adatmentésre szakosodott cégek segítségét kérhetjük.

### A CD és DVD lemezek tisztítása
Elpiszkolódott, ujjlenyomatos lemezek tisztítására speciális készletek kaphatók. Ennek hiányában kevés mosogatószert tartalmazó vizbe mártott, enyhén nedves puha textillel vagy papírzsebkendővel óvatosan, sohasem hossz hanem keresztirányban töröljük át elpiszkolódott lemezünket. Hígítószert, oldószert ne használjunk.

### Karcos CD és DVD lemezek javítása

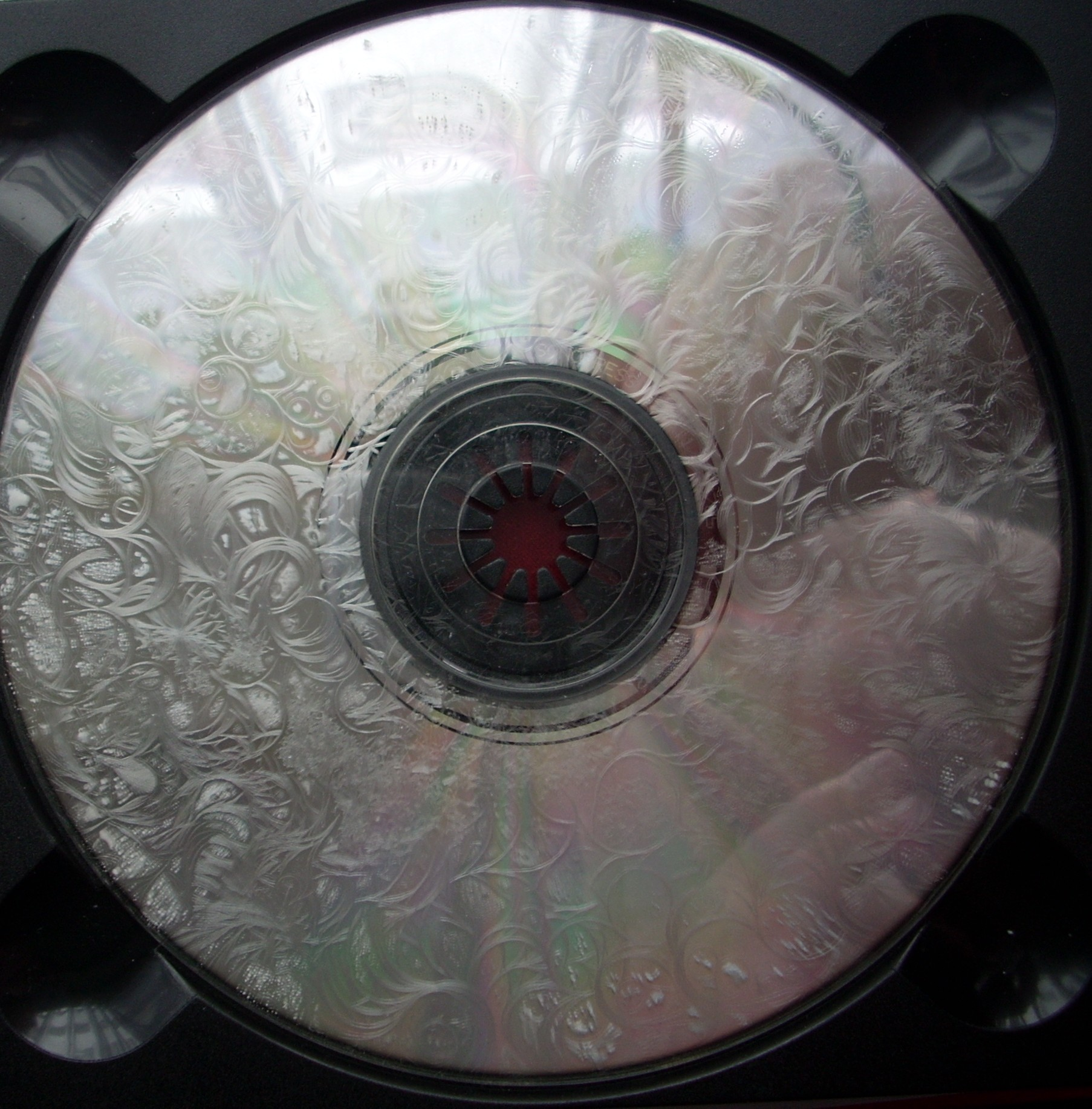
súlyosan károsodott, menthetetlen CD lemez

Ugró, pattogó, beolvashatatlanná vált lemezünket először is alaposan tisztítsuk meg. Sok esetben a hiba oka egy rossz helyen lévő, szinte láthatatlan szennyeződés. Amennyiben továbbra is jelentkezik a hiba, próbáljuk meg egy másik, majd harmadik gépen lejátszani. Előfordulhat, hogy egy régebbi olvasó vagy játszó már nem tudja a kissé sérült lemezt lejátszani, egy másik viszont gond nélkül átfut a hiba fölött. Gyakori, hogy régebbi írt lemezt a számítógép olvasója már nem tud kezelni, de asztali CD játszóval kifogástalanul működik.
Léteznek kimondottan CD lemezek beolvasására, hibák kijelzésére és kijavítására kifejlesztett, Internetről ingyen letölthető szoftverek, pl. Exact Audio Copy és CDCheck. Ha a hiba továbbra is jelentkezik és láthatóan fizikai sérülés, pl. karc okozza, megkísérelhetjük a javítást az alábbiak szerint: a lemez alsó, felirat nélküli részének karcolódása esetén egyik lehetőség a felpolírozás, erre megfelelő szolgáltató cégek léteznek. Utolsó próbálkozásként, főként adatmentés céljából meg lehet kísérelni a hajlakkal való óvatos, egyenletes és egységes réteget képező befúvást. A hajlakk kitölti a karcolódásokat és szerencsés esetben a száradás után a lemez legalább egy átírás erejéig lejátszható lesz. Sikertelenség esetén a hajlakk vízzel eltávolítható.
Amennyiben felülről, a címke felől sérül a lemez, a lézersugár nem tud visszaverődni a hiányzó tükröző rétegről. Ezt a hibát fényt áteresztő pontocska formájában könnyen felismerhetjük, ha fény felé fordítjuk a lemezt. 1 mm-nél nem nagyobb hiba jó eséllyel javítható, ha a sérülés helyét erre a célra gyártott ezüst javítótollal kijavítjuk. A javítás célja ebben az esetben már főként csak adatmentés egy másik adathordozóra.
Elöregedett, túl gyorsan megírt, napfény által károsított, sercegőssé és pattogóvá vált, de beolvasható lemezeknél megpróbálhatjuk a pattogásokat valamilyen zenerestauráló program segítségével kiszűrni.

### Repedt CD és DVD lemezek javítása
További lehetséges sérülés a repedés és kicsorbulás, azaz a lemez szélének letörése. Amennyiben a sérülés eléri az információt is tartalmazó lemezrészt, az adott helyre eső információ szinte bizonyosan elveszettnek tekinthető. Ha kisebb, csak üres lemezrészre eső repedés van, akkor a lemez szélén, üres területen, pillanatragasztóval fixáljuk le a sérülést, vigyázzunk, a repedés két oldala között ne legyen lépcső. Ha a ragasztással sikerül a továbbrepedést megelőzni, a lemez elvileg játszható marad, bár ebben az esetben is szerencsésebb az adatokat átmenteni.
Kicsorbult, letört szélű lemeznél az egyetlen lehetőség az átmásolás, de ha az információt tartalmazó ép lemezrész túl közel van a sérüléshez, az olvasófej megsérülhet. Sérült lemezt sohase próbáljunk meg számítógépes lemezolvasóval használni, mert az igen nagy fordulatszám törött szélű lemeznél a kiegyensúlyozatlanság miatt erős rezonanciát, kiolvashatatlanságot, repedt és ragasztott lemez esetén a lemez teljes széttörését eredményezheti, ezért inkább lényegesen kisebb fordulatszámmal dolgozó asztali gépekkel próbáljuk meg sérült vagy javított lemezünket lejátszani. Lejátszás során a lemezolvasó védelmében a legkisebb rendellenesség, zakatolás esetén azonnal kapcsoljuk ki az olvasót, szükség esetén akár áramtalanítás útján.
Ne feledjük, a lejátszók és olvasók használati leírása nem javasolja, vagy egyenesen tiltja sérült lemezek lejátszását. Csak pótolhatatlan ritkaságok esetén és a kockázat mérlegelése mellett próbálkozzunk repedt vagy törött szélű lemez lejátszásával, kizárólag csak adatmentés céljából és a fent leírtak figyelembevételével.

## AMiniDisclemezek

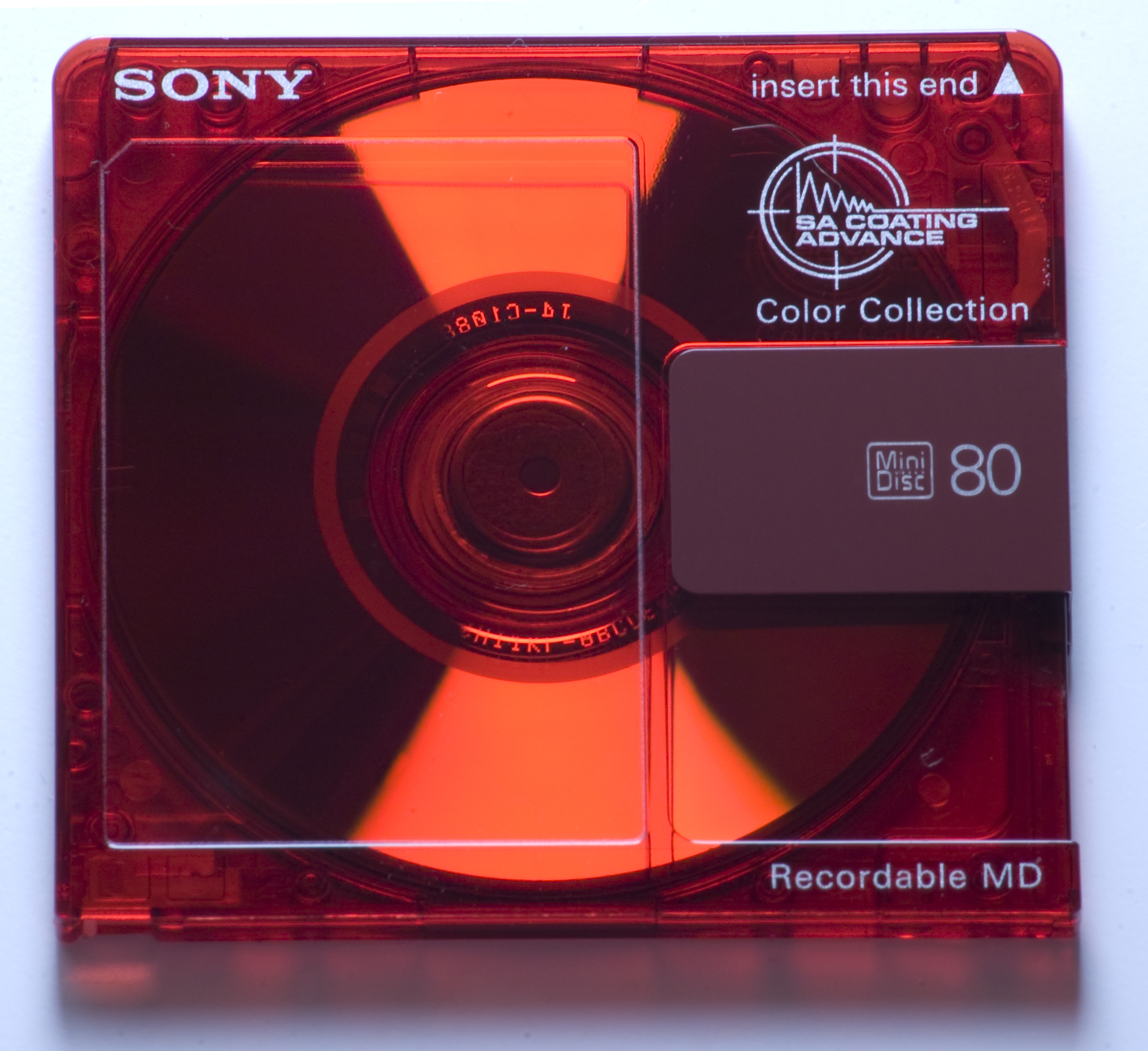
Írható-törölhető MiniDisc lemez

A néhány éve nagyon népszerű MiniDisc lemez gyárilag zárt házban van elhelyezve, mely a sérülések jelentős részétől megóvja, viszont az egyszer mégis bejutott szennyeződés nehezen távolítható el. A zárt házas lemezeket három fő veszély fenyegeti.
Első a nagyobb magasságból kemény padlóra való leejtés. Kőpadló esetén, az élére esett lemez tokja megsérülhet vagy akár el is törhet, körültekintő kezeléssel és tárolással előzzük meg a leejtést.
Hosszabb idejű tok nélküli tárolás során a por behatol a zártházas lemezekbe és beolvasási hibákat okoz. Elkerülésére mindig dobozban tároljuk a lemezeinket. Ha mégis megtörtént a baj, ki kell nyitnunk a lemez lezárt védőnyílását. Ez MiniDisc lemeznél a következőképpen történik: A lemezt feliratos oldalával felfelé tartjuk, a zárt nyílás jobb oldalra esik. Ebben az esetben közvetlenül a nyílás fölött a jobb felső oldalon egy kést vagy hasonló lapos tárgyat néhány milliméter mélyen benyomunk a jobb felső oldalon található vékony résbe, ezután a zárófedelet lefelé irányba már elmozdíthatjuk. A lerakódott port puha kis ecsettel és óvatos ráfújással a lemez mindkét oldaláról távolítsuk el. Ha a por nem csak a fedél alatt gyűlt össze, hanem mélyebbre is bejutott, a lemezt óvatosan forgassuk körbe, közben folyamatosan portalanítsuk. A ház kialakítása miatt a forgatás elég nehézkes, erre nincs javaslat, ki kell tapasztalni. Egyszerű porosodás miatt sohase szedjük szét a lemezt. A gondosan és kellően óvatosan elvégzett portalanítás után a lemez teljes értékű használatra alkalmas marad.
Harmadik és egyben legnagyobb veszély a folyadékkal való véletlen leöntés. Ragacsos vagy korróziót okozó folyadék, például sör, olaj, ecet, kávé, likőr, kakaó, valamint háziállatok, főleg macskák által okozott „baleset” esetén sohase késlekedjünk. Ilyenkor az egyetlen lehetőség a tok mielőbbi, mindenképpen a belefolyt anyag száradása előtti szétszedése és a lemez valamint a tok alapos kitisztítása. Először távolítsuk el a porvédő kis fedelet, ezt óvatos mozgatással érhetjük el, de előfordulhat, hogy közben elgörbül. Magát a tokot kés vagy hasonló élével óvatosan feszegethetjük szét, sajnos a tok elrepedése közben előfordulhat. A kiszerelt lemezt a CD lemezeknél leírt módon tisztíthatjuk, ne feledkezzünk meg a tok mindkét oldaláról sem! Ha a víz nem elegendő, például olajjal való leöntés esetén, kímélő mosogatószert használjunk, tisztítás után ha lehet alkalmazzunk desztillált vizes öblítést, majd puha, nedvszívó textillel vagy papírzsebkendővel a lemezt óvatosan töröljük át. Száradás után a tokot szereljük össze. Pillanatragasztóval is ragaszthatjuk a tok két oldalát, de biztonságosabb először kb 4x2 centi szigetelőszalaggal a tok oldalait összefogatni. Ha a lemez megfelelően működik, pillanatragasztóval végleg összeragaszthatjuk a sarkainál.
A porvédő fedelet óvatosan próbáljuk meg visszahelyezni, de nélküle is működni fog. A szétszedett és újra összerakott lemez megbízhatósága már kétséges, a javítás célja már csak adatmentés, tartalmát másoljuk át egy új hordozóra.